# Galina Oulanova
Galina Sergueïevna Oulanova (en russe : Галина Сергеевна Уланова) est une danseuse russe née à Saint-Pétersbourg (Empire russe) le 8 janvier 1910 (26 décembre 1909, vieux style) et morte le 21 mars 1998 à Moscou (URSS).

## Biographie
Née en 1910 à Saint-Pétersbourg , elle est issue d'une famille de danseurs et d'artistes,, Galina Oulanova entre au Gatob (Государственный академический театр оперы и балета ou Académie d'État du théâtre, de l'opéra et du ballet) (ex-Kirov) de Léningrad en 1928. Elle est l'élève d'Agrippina Vaganova,. Elle commence au ballet Kirov de Léningrad en 1928 une carrière qui se poursuit  dans le ballet du Bolchoï à Moscou de 1944 à 1960. Elle est la première ballerine d'URSS à recevoir le rang de prima ballerina assoluta conféré autrefois en Russie impériale à Mathilde Kschessinska. Elle quitte la scène en 1960, mais reste une des enseignantes du Théâtre Bolchoï,. Elle suit notamment la carrière d'Ekaterina Maximova, Ludmila Semenyaka, Nikolaï Tsiskaridzé.

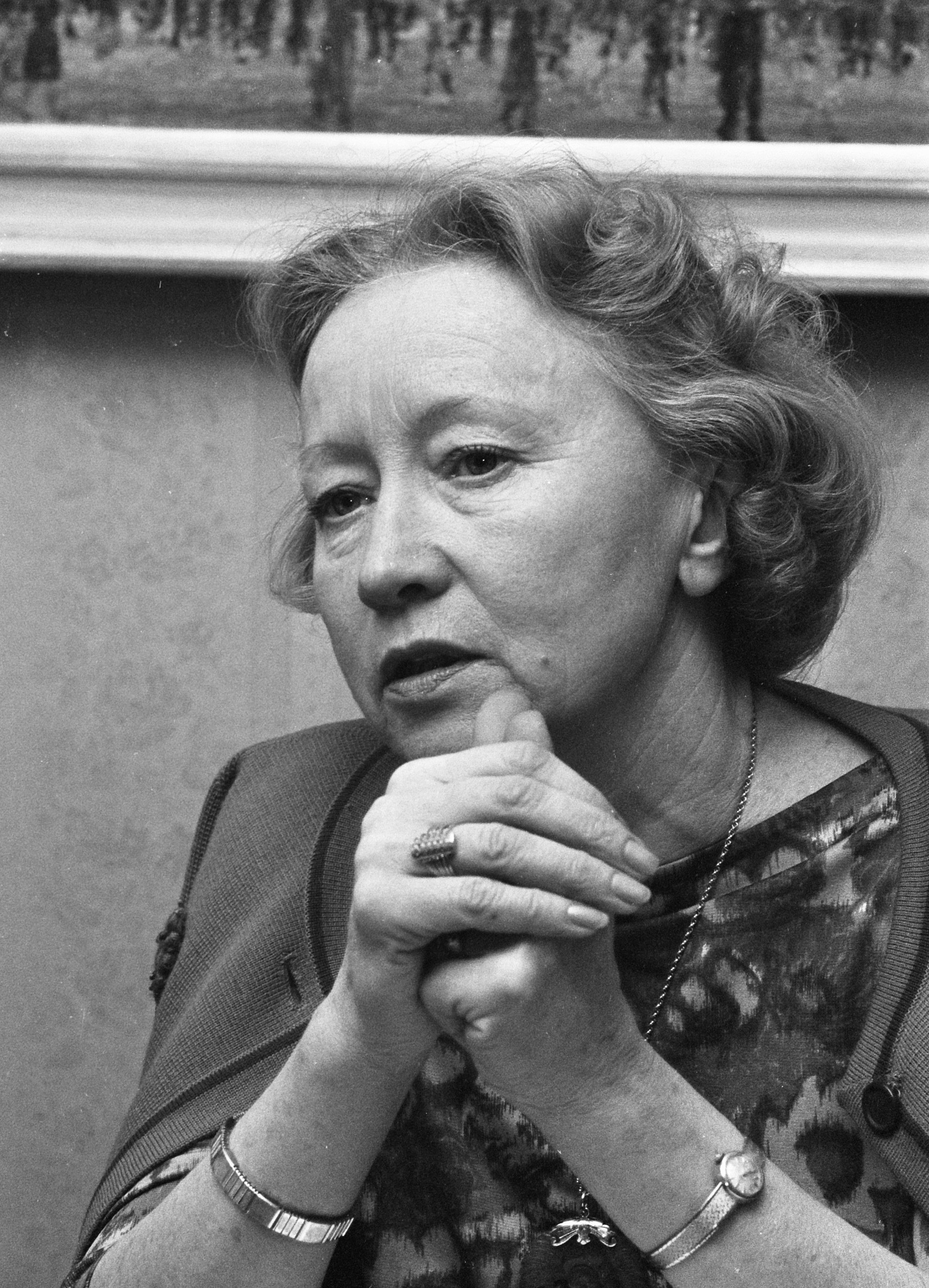
En 1968

Pour le journaliste Olivier Merlin, « c'est d'Oulanova que date la renommée internationale du Bolchoï. C'est elle, la première - au Mai florentin en 1951, à Covent Garden en 1956, à l'Opéra de Paris en 1958, - qui ressuscita les magies de l'école classique russe ».
Elle publia une autobiographie, L'École d'une ballerine (1954).
Un Masque d'or d'honneur lui est attribué en 1995.
À partir d'octobre 1952, l'artiste habita le célèbre immeuble d'habitation de la berge Kotelnitcheskaïa. Le 26 mars 2008, on a apposé sur la façade une plaque à son effigie.

## Filmographie (extrait)
- 1955 : Roméo et Juliette de Leo Arnchtam : Juliette
- 1957 : Les Ballets du Bolchoï de Paul Czinner : Giselle / Le cygne

## Hommages

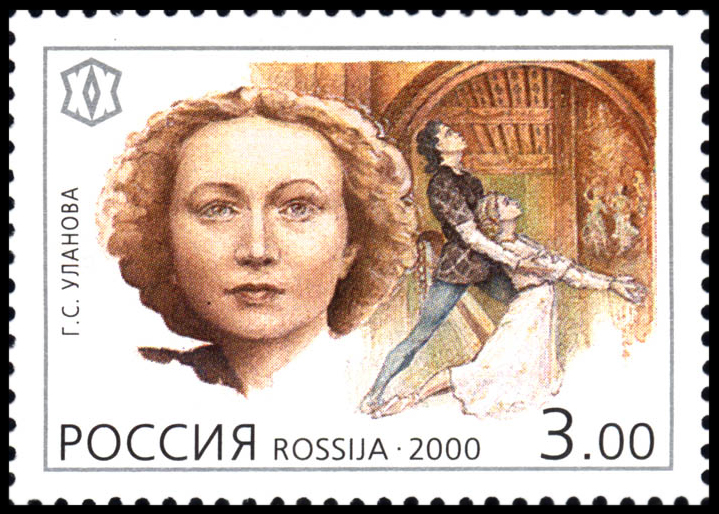
Timbre en son honneur en 2000

Est nommé en son honneur (5421) Oulanova, un astéroïde de la ceinture principale découvert en 1982.